# إف-15 سترايك إيجل الثانية
F-15 Strike Eagle II هي لعبة محاكاة طيران قتالية لطائرة F-15E Strike Eagle، تم إصدارها عام 1989 بواسطة شركة MicroProse. تعتبر هذه اللعبة الجزء الثاني من سلسلة F-15 Strike Eagle، حيث تركز على محاكاة طائرة F-15E Strike Eagle. وقد تلتها في عام 1992 لعبة F-15 Strike Eagle III، التي كانت الجزء الأخير في هذه السلسلة.
زُوّدت الطائرة المقاتلة في اللعبة بمدفع M61 Vulcan ، بالإضافة إلى ثلاثة أنواع من الصواريخ: سايدويندر، وأمرام، ومافريك.
تتضمن اللعبة أربعة سيناريوهات قتالية رئيسية:
- ليبيا
- الخليج العربي
- فيتنام
- الشرق الأوسط

في كل مهمة، يواجه اللاعب مجموعة متنوعة من الأعداء، مثل الطائرات المعادية، والزوارق الصاروخية، والمحطات الفضائية، والأهداف الأرضية الأخرى. يكمن الهدف الرئيسي في القضاء على هدف أساسي وآخر ثانوي، مع ضرورة تجنب مهاجمة الأهداف الصديقة. بناءً على أداء اللاعب في المهمة، يتم منحه ترقيات وميداليات مختلفة.
كانت لعبة Strike Eagle II تشبه إلى حد كبير لعبة F-19 Stealth Fighter التي أصدرتها شركة MicroProse سابقًا، سواء في المظهر أو طريقة اللعب. وكما كان شائعًا في ألعاب محاكاة الطيران في تلك الفترة، تم التضحية بالواقعية أحيانًا لصالح متطلبات الحوسبة أو لضمان سهولة اللعب.
في عام ١٩٩١، صدر قرص سيناريوهات بعنوان 
في عام 1991، صدر قرص سيناريوهات إضافي للعبة F-15 Strike Eagle II، تحت عنوان "عملية عاصفة الصحراء". أضاف هذا القرص ثلاثة سيناريوهات جديدة:
- "رأس الشمال  وأوروبا الوسطى"، المأخوذ من لعبة F-19 Stealth Fighter.
- سيناريو جديد مستوحى من حرب الخليج، بعنوان "عاصفة الصحراء".

كما تضمن القرص تحسينات أخرى، مثل إضافة مهام ليلية، ودعم صوتي مُحسن، بالإضافة إلى أسلحة جديدة أثرت تجربة اللعب بشكل أكبر.

## استقبال
حظيت اللعبة بتقييم إيجابي في مجلة Computer Gaming World . ووصفها التقييم بأنها "لعبة لعشاق الألعاب"، مُركزًا على جوانب اللعبة أكثر من المحاكاة، وأقل تعقيدًا بشكل ملحوظ من لعبة F-19 Stealth Fighter .  وفي استطلاعات عامي 1992 و1994 في مجلة ألعاب الحرب ذات الإعدادات الحديثة، مُنحت اللعبة ثلاث نجوم ونصف من أصل خمس نجوم.  

## روابط خارجية
- دليل F-15 Strike Eagle الرسمي على FlightSimBooks.com
- F-15 Strike Eagle II